# Kanton Troyes-2
Kanton Troyes-2 (fr. Canton de Troyes-2) je francouzský kanton v departementu Aube v regionu Grand Est. Tvoří ho dvě obce a část města Troyes. Před reformou kantonů 2014 ho tvořilo 8 obcí a část města Troyes.

## Obce kantonu
od roku 2015:
- Les Noës-près-Troyes
- Sainte-Savine
- Troyes (část)

před rokem 2015:
- Creney-près-Troyes
- Lavau
- Mergey
- Pont-Sainte-Marie
- Saint-Benoît-sur-Seine
- Sainte-Maure
- Troyes (část)
- Vailly
- Villacerf